# Condado de Meade (Dakota do Sul)
O Condado de Meade é um dos 66 condados do Estado americano da Dakota do Sul. A sede do condado é Sturgis, e sua maior cidade é Sturgis. O condado possui uma área de 9 020 km² (dos quais 31 km² estão cobertos por água), uma população de 24 253 habitantes, e uma densidade populacional de 4 hab/km² (segundo o censo nacional de 2000). O Condado de Meade é o maior da Dakota do Sul, em extensão territorial.